# Stazione di Abano
Stazione di Abano vasútállomás Olaszországban, Abano Terme településen.

## Vasútvonalak
Az állomást az alábbi vasútvonalak érintik:
- Padova–Bologna-vasútvonal

## Kapcsolódó állomások
A vasútállomáshoz az alábbi állomások vannak a legközelebb:
- Stazione di Terme Euganee-Abano-Montegrotto
- Stazione di Padova Campo Marte